# Hire Gadde, Tirthahalli
Hire Gadde là một làng thuộc tehsil Tirthahalli, huyện Shimoga, bang Karnataka, Ấn Độ.